# 少弐政資
少弐 政資（しょうに まさすけ）は、室町時代から戦国時代初期にかけての武将。少弐氏15代当主。筑前国高祖城主。初名は頼忠、父の死後家督を継ぐ際に8代将軍・足利義政より偏諱を受け政尚を名乗り、後、政資に改名。

## 略歴
室町幕府とその機関である九州探題の渋川氏、それを背景とした周防国の守護大名大内氏とは長年対立してきた少弐氏であったが、応仁元年（1467年）からの応仁の乱で大内氏が西軍につくと、少弐教頼・政資父子は東軍の細川氏と接近し、幕府への帰参を果たした。翌応仁2年（1468年）、九州で蜂起した父が大内氏に敗れ戦死したため、政資が家督を継いだ。
政資は大内氏に奪われていた筑前、豊前国を回復し、経済的には大陸との貿易を頻繁に行うことにより利益をあげ、また、のちには肥前国の九州千葉氏の内紛につけこみ弟を当主として送り込み千葉胤資（たねすけ）と名乗らせるなど、少弐氏を一時的に中興する。
しかし、長年の盟友であった対馬国の宗貞国の離反を許してしまうと、更に応仁の乱の終了後、大内政弘が再び北九州への侵攻を開始すると劣勢となり、政弘の子の義興の代には九州探題の渋川尹繁と共に、幕府より政資の追討令を得た大内氏・渋川氏連合軍の全面的攻撃にさらされ、筑前を放棄し肥前に退避したものの、執拗な追撃を受け、傘下の国人の多久氏の居城である梶峰城に拠ったが、多久宗時の離反によりそこからも追放され、専称寺において自刃した。
子・頼隆と高経は政資と共に討たれたが、三男・資元が肥前の少弐氏庶流の横岳資貞を頼って落ち延び、少弐氏は辛うじて存続した。
辞世の歌は「花ぞ散る　思へば風の　科ならず　時至りぬる　春の夕暮」。
終焉の地の専称寺には核割れ梅の伝承が伝わり、三男資元と並んだ墓碑も現存している。